# Eurata harringtoni
Eurata harringtoni är en fjärilsart som beskrevs av Orfila 1931. Eurata harringtoni ingår i släktet Eurata och familjen björnspinnare. Inga underarter finns listade i Catalogue of Life.